# Starbuck (Film)
Starbuck ist eine kanadische Komödie aus dem Jahr 2011. Regie führte Ken Scott. Hauptdarsteller ist Patrick Huard (Bon Cop, Bad Cop).

## Handlung
Die Hauptfigur des Films ist David Wozniak, ein 42-jähriger Versager, der es in seinem Leben nicht weiter gebracht hat als zum Lieferfahrer in der Großmetzgerei seines Vaters. Weil er Schulden hat, versucht er mit einer kleinen Hanfplantage Geld zu verdienen, was ihm jedoch, wie fast alles im Leben, misslingt. Eines Tages erfährt Wozniak von einem ihm fremden Anwalt, dass er Vater von 533 Kindern ist. Der Grund: In jungen Jahren hatte er für kleinere Verdienste in einer Spezialklinik unter dem Pseudonym Starbuck mehrfach Samen gespendet. Der fremde Anwalt teilt Wozniak nun mit, dass 142 seiner 533 Kinder eine Sammelklage gegen ihn angestrengt haben, weil sie seine Identität erfahren wollen.
Wozniak hat aber Glück im Unglück: Sein bester Freund ist Jurist und übernimmt den Fall. Er soll auf Drängen Wozniaks die Klage zurückweisen lassen. Doch das ist nicht so einfach wie gedacht. Im Zuge des Rechtsstreits muss sich Wozniak mit seinen Kindern auseinandersetzen und je mehr er dabei über seine Sprösslinge erfährt, desto mehr Vatergefühle entwickelt er für sie.

## Deutsche Synchronfassung
Die deutsche Synchronisation entstand unter der Dialogregie von Michael Nowka durch die Synchronfirma TV+Synchron in Berlin.
| Schauspieler          | Rolle                    | Synchronsprecher |
| --------------------- | ------------------------ | ---------------- |
| Patrick Huard         | David Wozniak / Starbuck | Olaf Reichmann   |
| Julie LeBreton        | Valérie                  | Melanie Pukaß    |
| Sarah-Jeanne Labrosse | Julie                    | Yvonne Greitzke  |
| Igor Ovadis           | Davids Vater             | Kaspar Eichel    |
| Antoine Bertrand      | Avocat                   | Christian Gaul   |
| David Michael         | Antoine                  | Konrad Bösherz   |
| Patrick Martin        | Étienne                  | Dirk Petrick     |

## Neuverfilmung
2012 gab La Presse bekannt, dass die Filmrechte an First Take Entertainment verkauft wurden, die eine Bollywoodversion des Filmes produzieren wollten. Der Film des Regisseurs Shoojit Sircar heißt Vicky Donor.
Zusätzlich drehte der Regisseur Ken Scott eine englische Version des Films mit Vince Vaughn und Cobie Smulders in den Hauptrollen. Produzent war Steven Spielberg. Der Film lief am 22. November 2013 in den USA unter dem Namen Delivery Man in den Kinos an. In die deutschen Kinos kam er am 5. Dezember 2013 unter dem Titel Der Lieferheld – Unverhofft kommt oft.
2013 erschien die französische Version unter dem Titel Fonzy von Isabelle Doval mit José Garcia.
2015 lief die deutsche Fernsehversion unter dem Titel Super-Dad von Jan Markus Linhof mit Stephan Luca und Stefanie Stappenbeck auf Sat1.

## Kritik
„David Wozniak gibt den Vater aus der Ferne, und er fühlt sich wohl dabei. Seine Entdeckungstour durch die Welt seiner Kinder ist dann auch der schönste Teil des Films, denn dabei entfaltet der Film einen solchen Witz und eine solche Herzlichkeit, dass er sein Publikum ganz unangestrengt um den Finger wickelt. […] Wobei es gegen Ende dann doch ein bisschen arg zuckrig wird und alles etwas zu problemlos auf die herzerwärmende Auflösung hintrudelt. Aber egal. Man kann diesem Film so wenig böse sein wie seinem Helden, auch wenn beide ihre Fehler haben. Tief drin meinen sie es beide gut.“